# (38688) 2000 QS23
2000 QS23 (asteroide 38688) é um asteroide da cintura principal. Possui uma excentricidade de 0.17960930 e uma inclinação de 3.64901º.
Este asteroide foi descoberto no dia 25 de agosto de 2000 por LINEAR em Socorro.